# Caleb Carr
Caleb Carr (New York, 1955. augusztus 2. – 2024. május 23.) amerikai regény- és forgatókönyvíró.

## Élete
Élete nagy részét New York Lower East Side nevű részében töltötte. A New York Egyetemen szerezte történelem szakos diplomáját. Egyetemi évei alatt egy punk-rock együttesben gitározott.
Apja Lucien Carr író volt. Gyilkosság miatt két évet ült börtönben. Soha nem állt igazán közel az apjához, szülei ugyanis elváltak, mikor Caleb még fiatal volt.

## Művei
Mielőtt regényíróként híressé vált volna, politikai illetve katonai témájú műveket írt.
Csak két műve jelent meg magyarul. A halál angyalát 2007-ben Falvay Dóra, míg A sötétség angyalát 2008-ban Görgey Etelka fordította le. Mind a két könyv az Agave Könyvek kiadásában jelent meg.

### Regények
- Casing the Promised Land (1980)
- A halál angyala (The Alienist) (1994)
- A sötétség angyala (The Angel of Darkness) (1997)
- Killing Time (2000)
- The Italian Secretary (2005)

### Történelmi könyvek
- America Invulnerable: The Quest for Absolute Security from 1812 to Star Wars, James Chace, Caleb Carr (1989)
- The Devil Soldier, a biography of 19-century American mercenary Frederick Townsend Ward (1992)
- No End Save Victory : Perspectives on World War II by Stephen E., Caleb Carr, John Keegan, William Manchester, Ed Ambrose (2001)
- The Lessons of Terror (2002)
- What Ifs? of American History: Eminent Historians Imagine What Might Have Been by Antony Beevor, Caleb Carr, Robert Dallek, John Lukacs (2003)
- The Cold War: A Military History by Stephen E. Ambrose, Caleb Carr, Thomas Fleming, Victor Hanson (2006)

### Forgatókönyvek
- Rosszcsontok égen-földön (Bad Attitudes) (1991)
- The Warlord: Battle for the Galaxy (1998)
- Az ördögűző: A kezdet (Exorcist: The Beginning) (2004)
- Ördögűző: Dominium (Dominion: Prequel to the Exorcist) (2005)[3]

### Magyarul megjelent művei
- A halál angyala; ford. Falvay Dóra; Agave Könyvek, Budapest, 2018
- A sötétség angyala; ford. Görgey Etelka; Agave Könyvek, Budapest, 2020